# Субура (фильм)
«Субура» (итал. Suburra) — кинофильм режиссёра Стефано Соллимы, вышедший на экраны в Италии 14 октября 2015 года. Экранизация одноимённого романа Джанкарло де Катальдо и Карло Бонини, вдохновлённого реальным расследованием связи между организованной преступностью и политической верхушкой Италии (так называемое дело Mafia Capitale).
С 2017 года выходит одноимённый телесериал, который рассказывает о событиях, предшествовавших происходящему в фильме.

## Сюжет
Действие происходит в течение нескольких дней в ноябре 2011 года. Депутат Филиппо Мальгради проводит ночь с двумя проститутками, одна из которых после приёма наркотиков умирает. Не желая разбираться в этом грязном деле, он оставляет всё на усмотрение подруги погибшей, которая обращается к своему приятелю Кинжалу — представителю криминальной семьи Анаклети. Вместе они избавляются от тела, однако на следующий день Кинжал является в офис депутата и требует себе долю в крупном бизнес-проекте по строительству в Остии «итальянского Лас-Вегаса». Мальгради, от которого заинтересованные стороны (включая мафию) требуют скорейшего принятия парламентом соответствующего законопроекта, не в восторге от появления ещё одного претендента на долю пирога и просит знакомого припугнуть выскочку. Однако взявшийся за это дело Аурелиано по кличке «Номер 8» в результате стычки убивает Кинжала. Родственники убитого не собираются спускать всё на тормозах. Ситуация постепенно начинает выходить из-под контроля...

## В ролях
- Пьерфранческо Фавино — депутат Филиппо Мальгради
- Элио Джермано — Себастьяно
- Клаудио Амендола — «Самурай»
- Алессандро Борги — Аурелиано Адами по кличке «Номер 8»
- Грета Скарано — Виола
- Джулия Горьетти — Сабрина
- Антонелло Фассари — отец Себастьяно
- Жан-Юг Англад — кардинал Берше
- Адамо Дионизи — Манфреди Анаклети
- Джакомо Феррара[итал.] — Альберто Анаклети по кличке «Кинжал»

## Награды и номинации
- 2016 — 5 номинаций на премию «Давид ди Донателло»: лучший актёр второго плана (Алессандро Борги), лучшая операторская работа (Паоло Карнера), лучший монтаж (Патрицио Мароне), лучшая работа художника-постановщика (Паки Медури), лучшие визуальные эффекты (Visualogie).
- 2016 — 3 премии «Серебряная лента»: премия имени Грациеллы Бонакки (Алессандро Борги), лучшая актриса второго плана (Грета Скарано), лучшая работа художника-постановщика (Паки Медури). Кроме того, лента получила 5 номинаций: лучший режиссёр (Стефано Соллима), лучший актёр (Пьерфранческо Фавино), лучший актёр второго плана (Клаудио Амендола), лучший монтаж (Патрицио Мароне), лучший дизайн костюмов (Вероника Фрагола).